# Малая Цвиля
Ма́лая Цви́ля (укр. Мала Цвіля) — село на Украине, основано в 1650 году, находится в Новоград-Волынском районе Житомирской области.
Население по переписи 2001 года составляет 280 человек. Почтовый индекс — 11722. Телефонный код — 4141. Занимает площадь 1,468 км².История
По записям польского историка XIX ст. Вацлава Руликовского, в 1584 г. каштелянова минская продала князю Константину Острожскому за 1000 коп грошей села Цвиля и Княжа в повете Звягельском. Каштелянова минская - это Доменитра Александровна, жена каштеляна минского Михаила Гарабурды, который умер в том-же году, а дочь Александра Андреевича Гетолта, а тот был сыном Гетовта (Андрея) Калениковича, а тот соответственно был прямым потомком известного Каленика Мишковича, которому в 1437 г. великий князь литовский Свидригайло, за верную службу подарил земли возле Звягля "Михеевичи, а Ходорковичи, а Тейковичи". Так как в дальнейшем (до 1917 г.) эти села упоминаются как владения Острожских и их наследников, то Цвиля – это Малая Цвиля, а Княжа – это Княжа Звягельская (сейчас восточная часть с.Таращанка), а это первые упоминания о этих селах. Какие источники использовал историк - непонятно, документального подтверждения этому нет.
Следующее упоминание села в 1591 г. в описи документов за 1778 г., где указан документ о розграничении звягельский владений К.Острожского - Цвили, Княжа и Глумчи от имений Гаврила Гостского - Курчиц и Ходоркович.
Уже в 1601 г. те-же лица провели новое розграничение своих земель, и на этот раз существует выпис из копии этого документа от 1641 г., где, в частности, указывается, что часть границы проходила по реке Цвиля.  Так как гидронимы являются первичными, то названия села точно произошло от названии реки Цвиля.
Также село Цвиля присутствует в акте розграничения владений К.Острожского, который в 1603 г., еще при жизни князя (1526-1608), провели его сыновья Януш (1554-1620) и Александр (1571-1603) для равноценного раздела отцовских земель.
В 1650 г. в одном документе упоминаются сразу два села Цвиля. В том году князь Миколай Четвертинский, владелец Курчицкого ключа, жаловался на подданых княгини Анны-Алоизы из Острожских Ходкевичевой из села Цвили Малой, которые "въ способъ здобычы" пограбили его подданых из села Великой Цвили.

## Адрес местного совета
11722, Житомирская область, Новоград-Волынский р-н, с. Малая Цвиля, ул. Ленина, 2